# مغامرة جوهرة مازارين
مغامرة جوهرة مازارين (بالإنجليزية: The Adventure of the Mazarin Stone)‏ واحدة من 56 قصة قصيرة لشيرلوك هولمز من تأليف السير آرثر كونان دويل. واحدة من 12 في سلسلة كتاب قضايا شرلوك هولمز. نشرت القصة في أكتوبر 1921.

## الترجمة العربية
مغامرة جوهرة مازارين،  مؤسسة هنداوي، ترجمة دينا عادل غراب ومراجعة محمد حامد درويش.